# Мончегорськ
Мончегорськ — місто в Мурманській області Росії. Адміністративний центр міського округу місто Мончегорськ з підвідомчею територією. Розташований за 115 км на південь від Мурманська. Населення — 43 213 чол. (2015).

## Географія
Мончегорськ розташований за Полярним колом, на північному схилі гірського масиву Мончетундра, на березі мальовничих озер Імандра і Лумболка.
Південніше міста знаходяться порослі чагарників: верби та берези. Наприкінці XX століття тут була техногенна пустка — результат впливу викидів комбінату «Северонікель». Величезна площа сопок була зайнята обпаленими скелями і остовами дерев. В останні роки ситуація помітно змінилася внаслідок установки нових фільтрів на комбінаті. Уздовж дороги росте молодий ліс. В околицях міста розплодилися ведмеді, зайці, лисиці та куріпки, а символ міста, лось, зустрічається на берегах Імандри, у районі Солдатських гірок, місцевому районі рекреації.

### Клімат
Місто знаходиться у зоні, котра характеризується континентальним субарктичним кліматом. Найтепліший місяць — липень із середньою температурою 13.4 °C (56.1 °F). Найхолодніший місяць — січень, із середньою температурою -12.4 °С (9.7 °F).
| Клімат Мончегорська     | Клімат Мончегорська | Клімат Мончегорська | Клімат Мончегорська | Клімат Мончегорська | Клімат Мончегорська | Клімат Мончегорська | Клімат Мончегорська | Клімат Мончегорська | Клімат Мончегорська | Клімат Мончегорська | Клімат Мончегорська | Клімат Мончегорська | Клімат Мончегорська |
| Показник                | Січ.                | Лют.                | Бер.                | Квіт.               | Трав.               | Черв.               | Лип.                | Серп.               | Вер.                | Жовт.               | Лист.               | Груд.               | Рік                 |
| Абсолютний максимум, °C | 8                   | 7                   | 10                  | 14,8                | 28                  | 30,3                | 30                  | 28,1                | 19,4                | 17,9                | 13                  | 10,7                | 30,3                |
| Середній максимум, °C   | −9,2                | −7,5                | −4,2                | 1,2                 | 7,7                 | 14,2                | 17,1                | 14,6                | 9,3                 | 2,4                 | −4,6                | −7,5                | 3,1                 |
| Середня температура, °C | −12,4               | −10,6               | −7,4                | −2                  | 4,2                 | 10,2                | 13,4                | 11,2                | 6,8                 | 0,4                 | −7,1                | −10,5               | 0                   |
| Середній мінімум, °C    | −16,6               | −14,4               | −11,5               | −5,7                | 1                   | 6,7                 | 10                  | 8,3                 | 4,6                 | −1,6                | −10,1               | −14,4               | −3,4                |
| Абсолютний мінімум, °C  | −43,2               | −35,6               | −33                 | −21,7               | −17,2               | −8                  | 1,7                 | −6,5                | −3,5                | −16,2               | −30,1               | −36                 | −43,2               |
| Норма опадів, мм        | 23                  | 14.2                | 19                  | 15.5                | 38.6                | 29.9                | 57.6                | 46.5                | 46.6                | 24.8                | 14.6                | 36.1                | 366.4               |
| ----------------------- | ------------------- | ------------------- | ------------------- | ------------------- | ------------------- | ------------------- | ------------------- | ------------------- | ------------------- | ------------------- | ------------------- | ------------------- | ------------------- |
| Джерело: Weatherbase    |                     |                     |                     |                     |                     |                     |                     |                     |                     |                     |                     |                     |                     |

## Історія

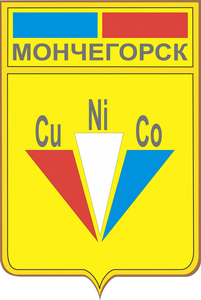
Радянський герб Мончегорська

У 1935 році в зв'язку з розробкою мідно-нікелевих родовищ з населеного пункту Монча-Губа було утворене робітниче селище Мончегорськ. 20 Вересня 1937 року селище стає містом, великим центром мідно-нікелевої промисловості. У 1938–1949 роках Мончегорськ був центром однойменного району. 9 грудня 1949 Мончегорськ відносять до міст обласного підпорядкування. Провідне підприємство міста — ВАТ «Кольська гірничо-металургійна компанія» (майданчик «Северонікель», до 1998 року ВАТ «Комбінат Северонікель») (виробництво нікелю, катодної міді, кобальту, сірчаної кислоти) — є дочірнім Товариством ВАТ ГМК «Норильський нікель».
Назвою місто зобов'язане річці Монча, околиці якої здавна називали Мончетундра. «Монча» — саамською «красивий», «тундра» — «гірський масив».
Існує легенда, що виникненням місто зобов'язане помилці академіка О. Е. Ферсмана, що передбачив багате мідно-нікелеве родовище. Родовище виявилося не настільки багатим, і основну частину сировини (файнштейн) привозять з Норильська.
День міста відзначається в третю неділю вересня.

## Транспорт
Мончегорськ сполучений залізницею зі станцією Оленєгорськ на лінії Мурманськ — Санкт-Петербург. Біля міста проходить автомобільна траса «Кола» (Санкт-Петербург — Мурманськ).

## Об'єкти соціальної сфери
- Мончегорський політехнічний коледж
- Мончегорський технологічний коледж (об'єднаний з Мончегорский політехнічним коледжем)
- Філія НГУ СПб ім. П. Ф. Лесгафта
- Північний коледж фізичної культури, спорту і туризму
- Мончегорский музей кольорового каміння імені В. Н. Дава
- Музей історії міста
- У місті 6 бібліотек[4].
- Дитяча музична школа Мончегорська

## Пам'ятники Мончегорська
- Пам'ятник захисникам Заполяр'я

13- метрова стела з двома фігурами — матроса та солдата була встановлена на честь загиблих вояків під час Другої світової. Пам'ятник був зведений 29 жовтня 1978 року московським скульптором В. Є. Корольовим та архітектором М. Т. Горєликом.

## Персоналії
- Халецький Олександр Семенович (* 1946) — американський письменник, художник, автор-виконавець, актор кіно.

## Міста-побратими
- Сортланн[5]
- Ельвсбюн[5]